# Mittelhorn
Il Mittelhorn (3.704 m s.l.m.) è una montagna delle Alpi Bernesi che si trova nel Canton Berna (Svizzera).

## Caratteristiche
La montagna è la più alta del massiccio del Wetterhorn. Si trova a sud est del Wetterhorn. Non gode della stessa fama del Wetterhorn pur essendo più alta perché meno visibile dalla vallata e, in particolare, da Grindelwald.